# 菓子工房フラノデリス

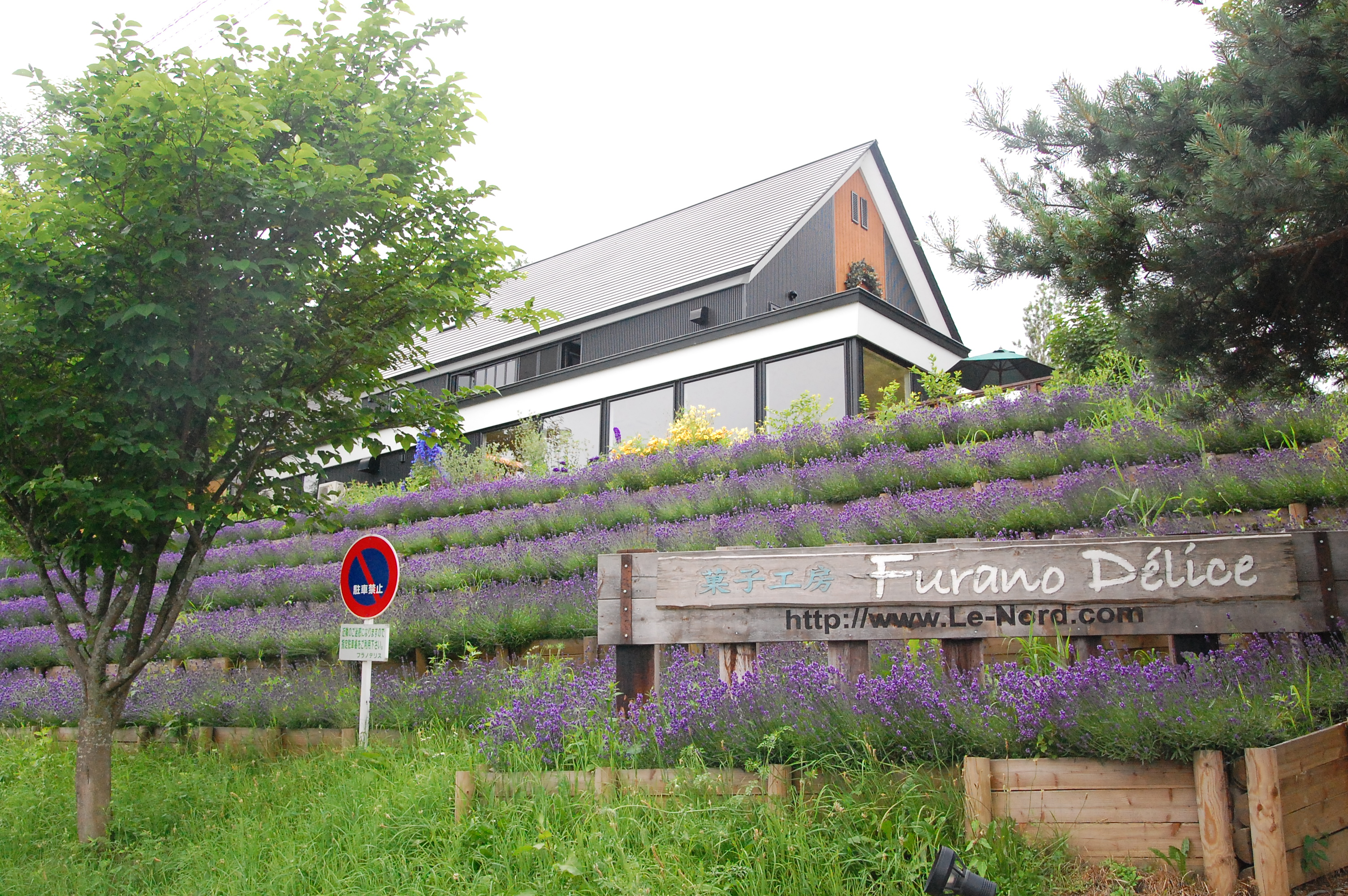
店舗外観（2009年7月）

菓子工房フラノデリス（かしこうぼうフラノデリス、英: Furano Délice）は、北海道富良野市にある洋菓子店。「株式会社ルノール」が経営している。

## 概要
神戸や東京などのレストランや菓子店などで修行した藤田美知男が、菓子の基本である乳製品などの材料が優れている土地で菓子づくりをしたいと思い、2001年（平成13年）に富良野市街で菓子店「フラノデリス」をオープンした。2004年（平成16年）には店舗を郊外に移転した。カフェ「デリスカフェ」（Délice Café）を併設している。
「ふらの牛乳プリン」や「ドゥーブルフロマージュ」などの商品は店舗や通信販売で購入することができるほか、百貨店で開催する物産展に出店することもある。店舗受け取り限定でオリジナルのデコレーションケーキを作っている。

## 主な商品
「フラノデリス」では素材の本来あるべき姿を大事にしており、看板商品の1つである「ふらの牛乳プリン」は低温殺菌した成分無調整乳を使用しており、乳脂肪分の多い層と少ない層、カラメルソースを含む3層から成っている。牛乳瓶の容器で販売するスタイルは、牛乳瓶型の容器に入れて販売する製品の先駆けになった。2009年（平成21年）にはナムコ（現在のバンダイナムコアミューズメント）とポッカコーポレーション（現在のポッカサッポロフード&ビバレッジ）が共同開発し、藤田美知男が監修したデザート飲料「菓子工房フラノデリス プリンシェイク」が発売した。
- プリン&ドゥーブル
  - ふらの牛乳プリン
  - ドゥーブルフロマージュ
- 生菓子
  - 栗たっぷりのモンブランタルト
  - 焼きチーズタルト
  - バトンフロマージュ
  - ふわっとプチ
  - メープルフロマージュ
- ショコラ
  - 大地のショコラ
  - サンクブラウニー
  - ハートショコラ
- 焼き菓子
  - 木の実フィナンシェ
  - アマンディーヌ
  - ペアレーヌ
  - たまごのまどれーぬ
- オーガニック珈琲
  - デリスブレンド

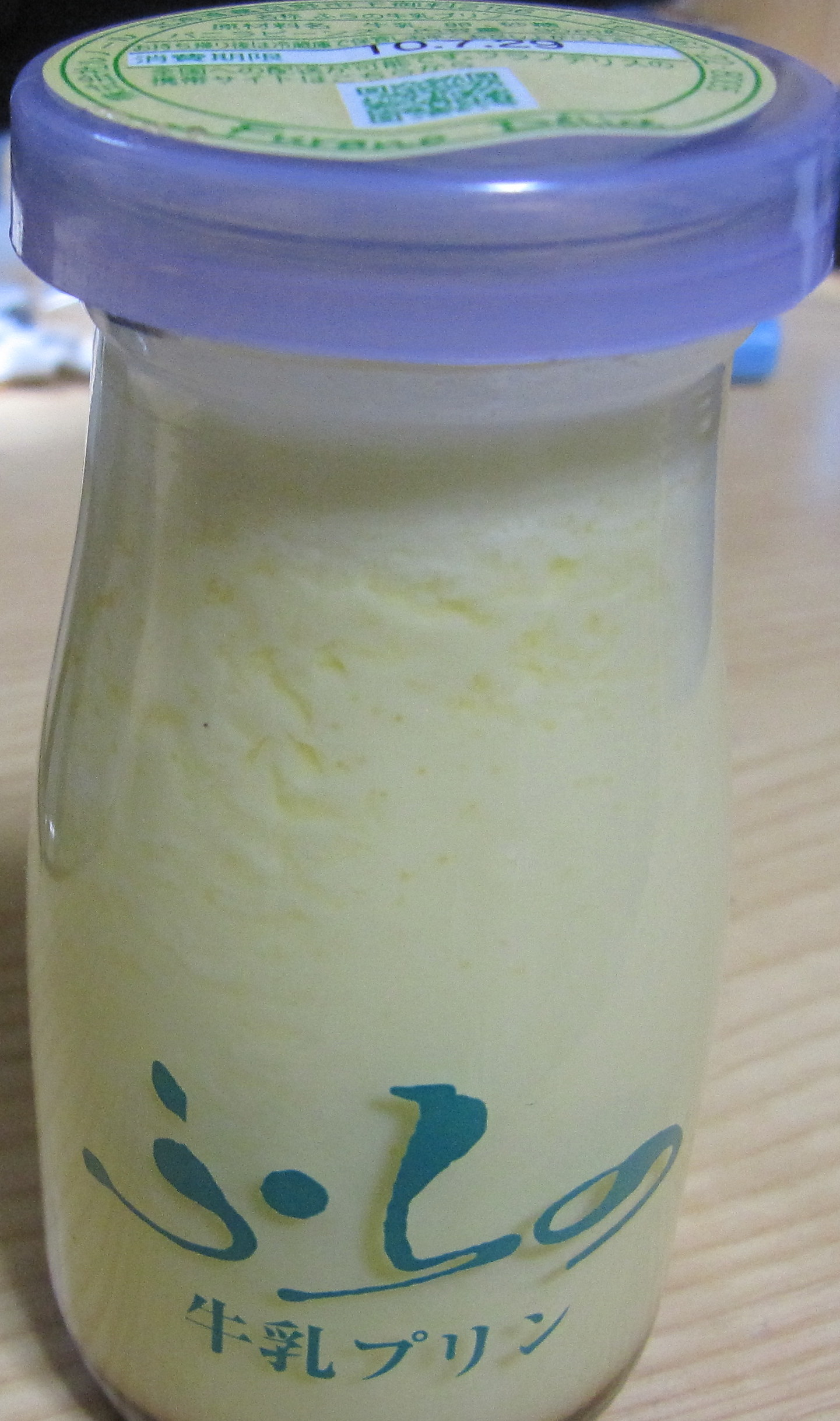
ふらの牛乳プリン（2010年7月）
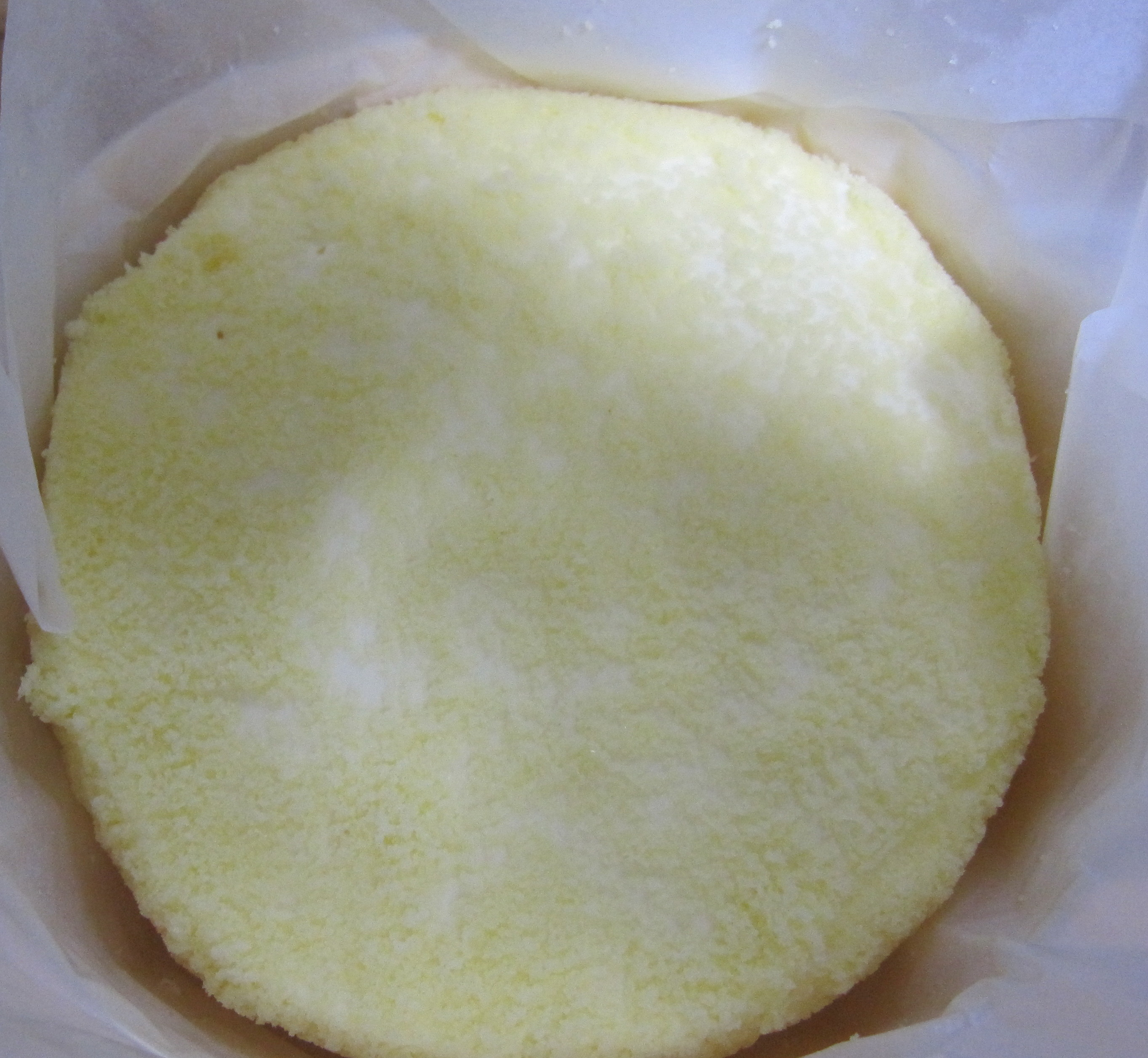
ドゥーブルフロマージュ（2010年7月）

## 店舗
- 富良野本店・デリスカフェ - 北海道富良野市下御料2156-1